# Liste der Monuments historiques in Fontaine-lès-Clerval
Die Liste der Monuments historiques in Fontaine-lès-Clerval führt die Monuments historiques in der französischen Gemeinde Fontaine-lès-Clerval auf.

## Liste der Objekte
| Bezeichnung | Beschreibung          | Standort                                          | Kennzeichnung | Schutzstatus | Datum | Bild |
| ----------- | --------------------- | ------------------------------------------------- | ------------- | ------------ | ----- | ---- |
| Glocke      | Bronze, 1769 gegossen | in der Kirche Nativité-de-la-Sainte-Vierge (Lage) | PM25000722    | Classé       | 1942  |      |